# Onen svět (přírodní rezervace)
Onen Svět je přírodní rezervace poblíž obce Čachrov v okrese Klatovy. Chráněné území se rozkládá severně od osady Onen Svět, kde vyplňuje mělké údolí bezejmenného levostranného přítoku říčky Ostružné. Oblast spravuje Správa NP a CHKO Šumava. Důvodem ochrany je zachování samovolně vzniklých rostlinných společenstev, ostatní dřevinné vegetace. Dynamicky se vyvíjející bylinná i dřevinná společenstva.

## Galerie

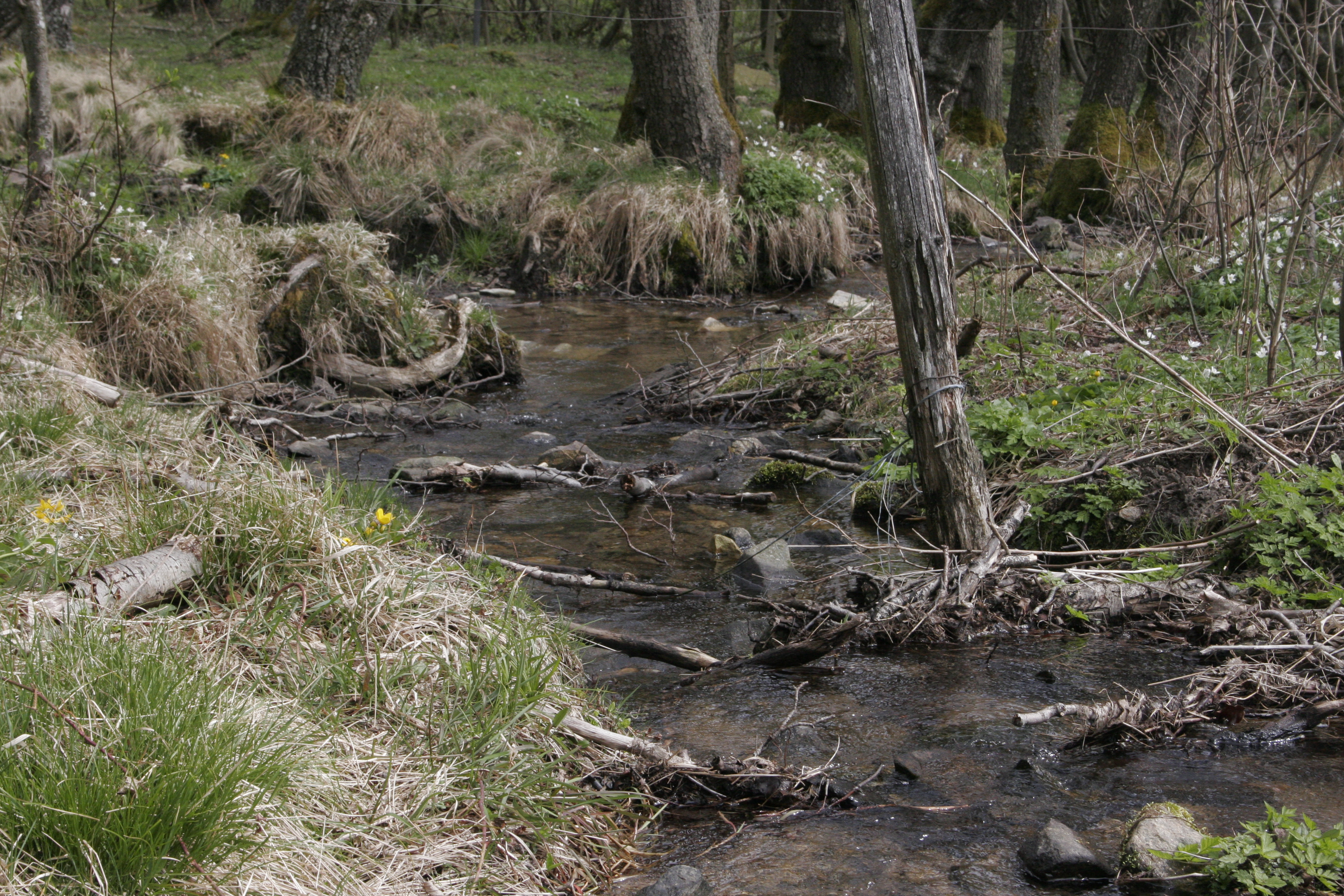
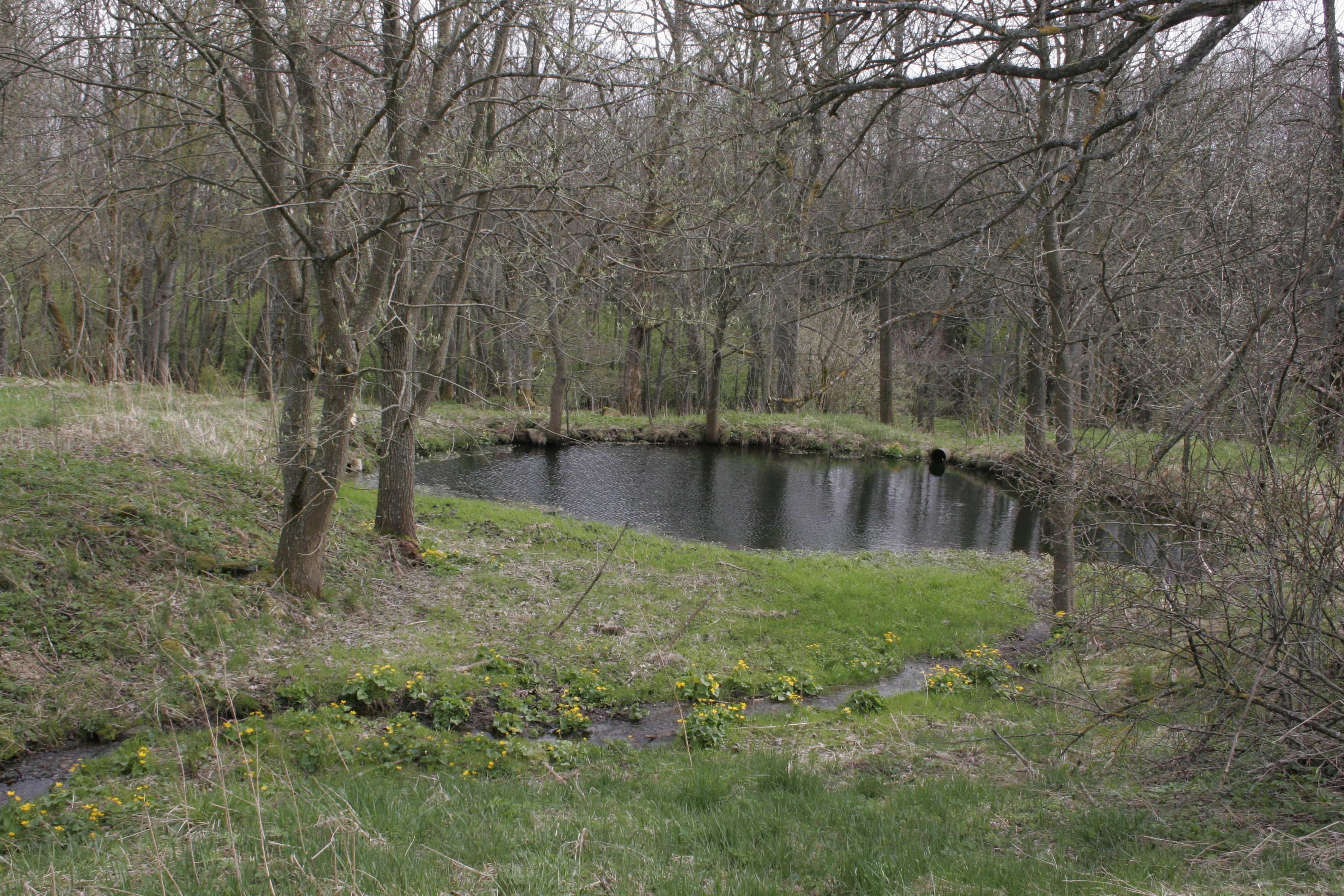
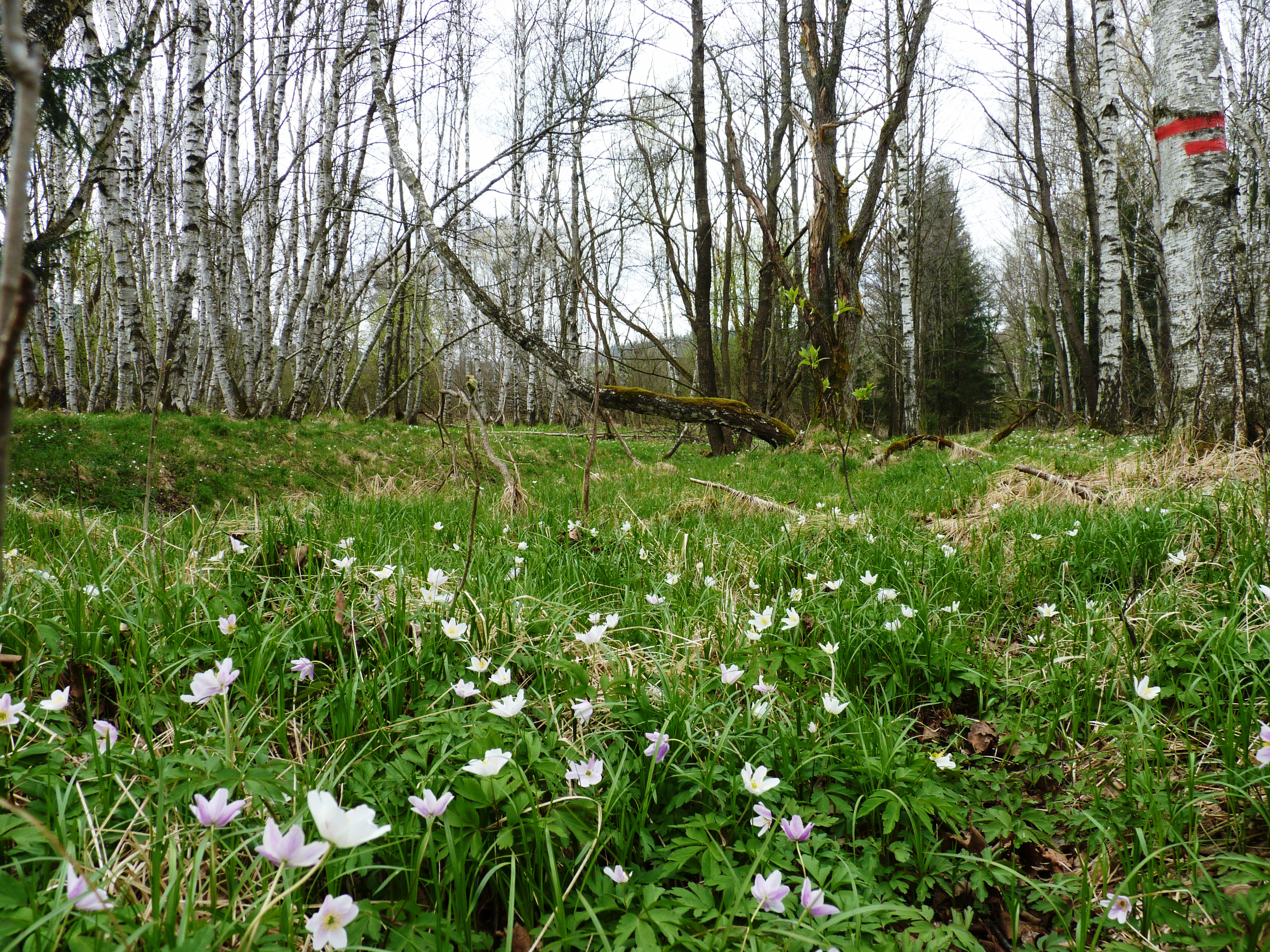